# 黄草嶺駅
黄草嶺駅（ファンチョリョンえき、朝鮮語: 황초령역）は、朝鮮民主主義人民共和国咸鏡南道長津郡にある駅で、長津線に属する。 

## 隣の駅
長津線
堡庄駅 - 黄草嶺駅 - 古土駅